# Гверин I (граф Шалона)
Гверин (Варин) I (фр. Guerin (Warin); ок. 760—после 819) — граф Шалона (после 763 — после 819) и граф Оверни (818 — после 819).

## Биография

### Происхождение
Происхождение Гверина I точно не установлено. Сложность заключается также в том, что в первой половине IX века существовало два человека по имени Гверин (Варин) и часто трудно разделить, к кому относятся те или иные события.
По устоявшейся на данный момент версии, Гверин I мог быть сыном или внуком Адаларда (ум. ок. 763).

### Правление
Неизвестно, когда точно он получил Шалон: скорее всего он унаследовал его от отца. В 818 году император Людовик I Благочестивый назначил Гверина графом Оверни. Считается, что причиной этому могло послужить то, что жена Гверина, Альбан, могла быть дочерью графа Оверни Итье. Точная дата смерти Гверина не установлена, в одних источниках указывается 819 год, в других 856 год или даже позже. Но последнее известие, скорее всего, относится к Гверину II.

### Брак и дети
Жена: Альбан (Ава), возможно дочь графа Оверни Итье
- (?) Гверин (Варин) II (ум. ок. 853/856) — граф Шалона, Макона, Оверни, маркиз Бургундии[2]
- Теодорик де Вержи (ум. 883) — граф Макона
- (?) Ирменгарда (ум. 881)[3]; муж: Бернар Плантвелю (841—886), граф Оверни, Тулузы, Макона, маркиз Аквитании